# Криниця Ґонти
Крини́ця Ґо́нти — гідрологічна пам'ятка природи місцевого значення на Вінниччині.. Оголошена такою Рішенням Вінницького облвиконкому № 371 від 29 серпня 1984 р. та № 594 від 17 листопада 1981 р.

## Місцезнаходження
Розташована в с. Медівка Оратівського району на садибі мешканців села по вулиці Агрономічній. Природоохоронний об'єкт є джерелом ґрунтової чистої води, яке живить р. Безіменну. Знаходиться на землях Медівської сільської ради. Площа об'єкту становить 0,01 га.

## Опис
Названа на честь ватажка народного повстання 1768 р. Івана Ґо́нти. За місцевими переказами, у часи Коліївщини загони гайдамаків під проводом Ґо́нти проходили Медівкою і зупинялись на відпочинок біля криниці.
У 1984 р. об'єкту надано статус гідрологічної пам'ятки місцевого значення. У 2000 р. криницю впорядковано: встановлено бетонні пудла, зведено верх у вигляді альтанки.